# Mai Natale
Mai Natale è un singolo del cantante italiano Galeffi pubblicato il 7 novembre 2018 per l'etichetta Maciste Dischi, prodotto dai Mamakass.

## Video musicale
Il videoclip del brano, realizzato da Bendo, è stato pubblicato l'8 novembre 2018 sul canale YouTube di Maciste Dischi.

## Tracce
1. Mai Natale – 3:22 (testo: Marco Cantagalli – musica: Marco Cantagalli, Fabio Dale', Carlo Frigerio)